# +44
+44 (pronunciado en inglés Plus Forty Four) fue un grupo estadounidense de pop punk  formado por Mark Hoppus y Travis Barker, junto con los guitarristas Shane Gallagher y Craig Fairbaugh de la banda Mercy Killers. Su nombre se debe al código de marcado internacional que se utiliza en el Reino Unido. Asimismo el nombre surgió mientras Hoppus y Barker estaban en dicho país durante la última gira de Blink-182 antes de su separación.

## Biografía

### Formación (2005-2006)
El 13 de diciembre de 2005 (el mismo día del cumpleaños de Tom DeLonge), la banda publicó en su web oficial la primera canción titulada No, It Isn't. Se rumoreaba que esta canción estaba dedicada a Tom por los problemas que Mark y Travis tuvieron con él y la disolución de Blink-182, no solo porque fue publicada el día de su cumpleaños sino también por la letra de la misma. Esta teoría fue desmentida por Mark en una entrevista para la revista británica Kerrang!, pero en otra entrevista en el programa TRL de MTV otorgada 2 semanas después del lanzamiento del disco, reconoció que la canción fue escrita por la ruptura de la banda. Posteriormente, Mark aclaró que la polémica fecha de lanzamiento había sido una decisión de la compañía discográfica.
La banda contaba inicialmente con la participación de Carol Heller, de la banda de pop punk Get The Girl, quien sería la guitarrista y segunda voz, pero Carol tuvo que dejar la formación por motivos familiares y fue reemplazada por dos nuevos guitarristas amigos de Travis de la banda Mercy Killers: Craig Fairbaugh y Shane Gallagher. Sin embargo, y a pesar de su marcha de +44, Carol participa haciendo de segunda voz en Make You Smile, uno de los temas del disco.

### When Your Heart Stops Beating (2006-2007)
En agosto de 2006 Mark realizó una entrevista que destacó por su importancia en la aclaración de algunos temas delicados, como por ejemplo la situación en la que se encontraba la banda Blink-182 en aquel momento. En dicha entrevista, Mark habla acerca de la ruptura de Blink-182, del disco de Tom con Angels And Airwaves, y sobre el futuro de la banda y sus expectativas depositadas en +44. La banda lanzó también el 1 de septiembre de 2006 otra canción titulada Lycanthrope, a través de su página web. Dicha canción aparece en la banda sonora del videojuego Tony Hawk's Project 8.
Mientras que la fecha proyectada del lanzamiento del disco fue revelada, la especulación sobre título del álbum comenzó a circular. Al principio, se creía que el álbum sería llamado A Little Death Makes Life More Meaningful que más tarde sería parte de la letra de Little Death. Mark finalmente bautizó el álbum como When Your Heart Stops Beating. El álbum salió a la venta el 14 de noviembre de 2006. El primer sencillo fue la canción que da nombre al álbum, When Your Heart Stops Beating, y el estreno del videoclip, que estaba previsto para el 20 de septiembre, terminó siendo el 2 de octubre.
Debido a la fractura del brazo, Travis, quién primero continuó tocando en la gira pero solo usando un brazo (utilizaba un mecanismo electrónico que hacía las veces de caja, accionado con el pie) fue sustituido por Gil Sharone para la gira de Europa y Australia. Su participación no duró mucho ya que Travis volvió para actuar en el Honda Civic Tour junto a Fall Out Boy, The Academy Is..., Paul Wall y Cobra Starship.

### Segundo álbum, reunión de Blink-182 y final de +44 (2007-2009)
La primera mención de (+44) fue el 6 de agosto de 2007 en su festival en Europa y mostrar sus apariencias. El sitio web de música NME luego puesto en libertad tras la declaración de la banda el 8 de agosto de 2007 con la razón oficial de estudio de sus compromisos para el seguimiento de su álbum debut When Your Heart Stops Beating de 2006, Mark dijo:

"Queremos empezar a escribir nuevas canciones y estamos realmente entusiasmados con la dirección que hemos planeado. Así que vamos al estudio en lugar de jugar con estas pocas fechas. Esperamos que nuestros fans nos perdonen por la cancelación, al final esto hará que incluso sea para un mejor espectáculo en vivo cuando volvamos
Mark Hoppus

Mark más tarde también reveló cierta información con respecto a la redacción del seguimiento de su álbum debut, dijo:
"Ahora estamos empezando a escribir el siguiente registro. Tenemos un montón de ideas, un estudio lleno de cosas, micrófonos, y los efectos, y un sonido de la década de 1970. Estamos realmente entusiasmados de empezar a poner juntos un nuevo álbum ".
El 23 de octubre de 2007, Mark dijo que (+44) había firmado oficialmente el acuerdo con Interscope Records para iniciar la grabación de (+44) con el segundo álbum de estudio. Después de una larga espera el 9 de abril de 2008, Mark dijo que el retraso del segundo álbum de estudio se debía a la falta de financiamiento por parte de la disquera. El 25 de mayo de 2008, Mark también declaró que el nuevo álbum de (+44) se encontraba todavía en preproducción. Por tal motivo Mark ha venido considerando la liberación de demos de las canciones en su página web, pero afirma que la disquera podría demandar aquella gestión.
El 30 de julio de 2008, Metromix entrevistó a Travis donde explica acerca de su disco en solitario. Cuando se le preguntó acerca de (+44) dijo: "Vamos a ser mucho más proactivos acerca de él después de obtener mi grabación terminada y Mark termina la producción de las dos grabaciones que está haciendo este año".
El 15 de septiembre de 2008, Mark publicó un vídeo de sí mismo tocando una nueva canción en su página web. Después el 18 de septiembre de 2008 Chris Holmes publicó un segundo vídeo en la página YouTube de Mark tocando otra canción. El 19 de septiembre de 2008, Travis fue herido en un accidente de avión en Columbia, Carolina del Sur. Travis, de acuerdo a los médicos, se dice que tiene hacer una plena recuperación que podría ser de un año. Recientemente, Travis se ha recuperado de su accidente junto con DJ-AM (El cual se lo encontró muerto en su apartamento en Nueva York por una sobredosis).
En diciembre de 2008, Mark Hoppus anuncia que retrasa el álbum de (+44) y que publicaría un nuevo álbum en solitario con el baterista Travis Barker.
El 5 de febrero de 2009, después de los rumores sobre la reunión de blink-182 se confirma la reunión de la banda en la gala anual de los premios Grammy, después de cuatro años sin verse juntos de nuevo. El mismo día, en un chat de la web de Angels And Airwaves, David Kennedy confirma que blink-182 ha vuelto a los estudios para grabar un nuevo álbum.
El 8 de febrero de 2009, en la entrega 51 de los premios Grammy 2009 blink-182 anuncia su vuelta oficialmente como grupo, y su vuelta a los estudios, y tienen previsto sacar un nuevo álbum para verano de 2009, con una gira por todo el mundo promocionando el nuevo álbum.
El 9 de febrero de 2009 se actualiza su web oficial con una foto actual de blink-182, también se han actualizado las páginas MySpace, YouTube, Pickrset y otras webs de blink-182. Mark ha dicho que dejara +44 por un tiempo siendo blink-182 su foco principal de atención, también argumento en una entrevista que le encanto trabajar con Shane Gallagher y Craig Fairbaugh y que puede verse trabajando con ellos de vuelta. 
De acuerdo a la revista Drum Magazine Travis en una entrevista ha dicho que el segundo disco de +44 sería lanzado después del Tour de blink-182.

## Miembros
- Mark Hoppus - Bajo, cantante (2005-2009)
- Travis Barker - Batería, teclados (2005-2009)
- Craig Fairbaugh - Guitarra, teclados, cantante secundario (2006-2009)
- Shane Gallagher - Guitarra (2006-2009)
- Carol Heller - Guitarra, Cantante interpreta "Make You Smile", "Weatherman" y "No, It Isn't" (2005 - 2006)

### Durante elHonda Civic Tour
- Gil Sharone - Batería (2006-2007)
- Victoria Asher - Cantante, interpreta "Make You Smile" (2007)

## Discografía

### Álbumes y Ep
| Fecha | Álbum                         | Discografía |
| ----- | ----------------------------- | ----------- |
| 2006  | When Your Heart Stops Beating | Interscope  |

### Sencillos
| Año  | Sencillo                      | Álbum                         |
| ---- | ----------------------------- | ----------------------------- |
| 2006 | Lycanthrope                   | When Your Heart Stops Beating |
| 2006 | When Your Heart Stops Beating | When Your Heart Stops Beating |
| 2007 | Baby Come On                  | When Your Heart Stops Beating |
| 2007 | 155                           | When Your Heart Stops Beating |

### Vídeos
| Año  | Título                        | Álbum                         |
| ---- | ----------------------------- | ----------------------------- |
| 2006 | When Your Heart Stops Beating | When Your Heart Stops Beating |
| 2006 | Chapter 13                    | When Your Heart Stops Beating |
| 2007 | 155                           | When Your Heart Stops Beating |

### Versiones
| Canción             | Artista               | Versionada para...    |
| ------------------- | --------------------- | --------------------- |
| I am One            | The Smashing Pumpkins | Recopilatorio         |
| Guten Tag           | Wir Sind Helden       | Intercambio de iTunes |
| Dammit              | blink-182             | Directo               |
| The Rock Show       | blink-182             | Directo               |
| What's My Age Again | blink-182             | Directo               |
| The Metro           | Berlín                | Directo               |
| Christmas Vacation  | Descendents           | -                     |
| Nervous Breakdown   | Black Flag            | -                     |

### Maquetas
- 145 (155 acústico).
- No It Isn't (con Carol Heller).
- Cliff Diving (instrumental).